# أليكس إريكسون
أليكس إريكسون (بالإنجليزية: Alex Erickson)‏ هو لاعب كرة قدم أمريكية أمريكي، ولد في 6 نوفمبر 1992 في دارلينجتون في الولايات المتحدة.

## وصلات خارجية
- أليكس إريكسون على موقع مرجع كرة القدم المحترفة.كوم (الإنجليزية)